# Уиллоу (аэропорт)
Аэропорт Уиллоу (англ. Willow Airport), (ИАТА: WOW, ИКАО: PAUO, FAA LID: UUO) — государственный гражданский аэропорт, расположенный в 1,85 километрах к северо-западу от центрального делового района Уиллоу (Аляска), США. Находится на пересечении дорог с озера Уиллоу и гидроаэропорта Уиллоу (ИКАО: 2X2).

## Операционная деятельность
Аэропорт Уиллоу занимает площадь в 247 гектар, расположен на высоте 67 метров над уровнем моря и эксплуатирует одну взлётно-посадочную полосу:
- 13/31 размерами 1341 x 23 метров с гравийным покрытием.

По данным статистики Федерального управления гражданской авиации США услугами аэропорта в 2008 году воспользовалось 2 703 человек, что на 33 % (2 025 человек) больше по сравнению с предыдущим годом. Уиллоу включен Федеральным управлением гражданской авиации США в Национальный план развития аэропортовой системы страны в качестве аэропорта, предназначенного для обслуживания авиации общего назначения.
За период с 31 декабря 2004 по 31 декабря 2005 года Аэропорт Уиллоу обработал 7 700 операций по взлётам и посадкам пассажиров (в среднем 21 операция в день), из которых 78 % пришлось на авиацию общего назначения, 19 % — на рейсы аэротакси и 3 % заняла военная авиация. В данный период в аэропорту базировалось 21 воздушное судно: 90% — однодвигательные самолёты, 5 % — многодвигательные и 5 % — вертолёты.